# Tuffi ai campionati mondiali di nuoto 2019 - Grandi altezze maschile
Il concorso dei tuffi grandi altezze maschile dei campionati mondiali di nuoto 2019 si è disputato il 22 e il 24 luglio presso il Chosun University University Football Field di Gwangju.

Alla competizione hanno preso parte 44 atleti provenienti da 28 nazioni.

## Programma
| Data           | Ora (UTC+9) | Turno       |
| -------------- | ----------- | ----------- |
| 22 luglio 2019 | 14:00       | Round 1 e 2 |
| 24 luglio 2019 | 12:30       | Round 3 e 4 |

## Risultati
| Class   | Tuffatore             | Nazione       | Round 1 | Round 2 | Round 3 | Round 4         | Totale |
| ------- | --------------------- | ------------- | ------- | ------- | ------- | --------------- | ------ |
| Oro     | Gary Hunt             | Gran Bretagna | 71.40   | 117.60  | 97.20   | 156.00          | 442.20 |
| Argento | Steven LoBue          | Stati Uniti   | 75.60   | 142.80  | 95.40   | 119.85          | 433.65 |
| Bronzo  | Jonathan Paredes      | Messico       | 75.60   | 133.95  | 91.80   | 128.80          | 430.15 |
| 4       | Michal Navrátil       | Rep. Ceca     | 74.20   | 119.85  | 90.00   | 96.75           | 380.80 |
| 5       | Alessandro De Rose    | Italia        | 70.00   | 117.50  | 81.00   | 110.40          | 378.90 |
| 6       | Andy Jones            | Stati Uniti   | 71.40   | 108.10  | 81.00   | 105.35          | 365.85 |
| 7       | Miguel García         | Colombia      | 63.00   | 96.60   | 91.80   | 114.40          | 365.80 |
| 8       | Viacheslav Kolesnikov | Ucraina       | 61.60   | 105.60  | 88.40   | 102.50          | 358.10 |
| 9       | Orlando Duque         | Colombia      | 67.20   | 103.50  | 81.00   | 103.50          | 355.20 |
| 10      | David Colturi         | Stati Uniti   | 63.00   | 91.00   | 90.00   | 99.90           | 343.90 |
| 11      | Sergio Guzmán         | Messico       | 67.20   | 101.05  | 88.20   | 72.00           | 328.45 |
| 12      | Nikita Fedotov        | Russia        | 67.20   | 103.20  | 86.40   | 70.95           | 327.75 |
| 13      | Alain Kohl            | Lussemburgo   | 54.60   | 98.90   | 82.80   | Non qualificati | 236.30 |
| 14      | Cătălin-Petru Preda   | Romania       | 75.60   | 83.20   | 75.60   | Non qualificati | 234.40 |
| 15      | Oleksiy Pryhorov      | Ucraina       | 46.20   | 108.00  | 79.20   | Non qualificati | 233.40 |
| 16      | Owen Weymouth         | Gran Bretagna | 68.60   | 99.00   | 64.80   | Non qualificati | 232.40 |
| 17      | Artem Silchenko       | Russia        | 67.20   | 76.85   | 86.40   | Non qualificati | 230.45 |
| 18      | Kris Kolanus          | Polonia       | 67.20   | 75.20   | 82.80   | Non qualificati | 225.20 |
| 19      | Diego Rivero          | Messico       | 51.80   | 92.25   | 75.60   | Non qualificati | 219.65 |
| 20      | Blake Aldridge        | Gran Bretagna | 61.60   | 91.65   | 63.00   | Non qualificati | 216.25 |
| 21      | Matthias Appenzeller  | Svizzera      | 53.20   | 73.10   | 64.80   | Non qualificati | 191.10 |
| 22      | Igor Semashko         | Russia        | 50.40   | 47.70   | 86.40   | Non qualificati | 184.50 |